# 가지우라 유키 (축구 선수)
가지우라 유키(일본어: 梶浦 勇輝, 2004년 1월 2일~)는 일본의 축구 선수이다.

## 구단 경력
그는 2021년 J1리그의 FC 도쿄에 입단했다. 2023년 J2리그의 츠바이겐 가나자와로 이적했다. 2023년후 J3리그에 강등했다. 2024년까지 77경기에 출전하여, 8득점을 넣었다. 2025년 J2리그의 FC 이마바리로 이적했다.